# Bill Carney
William Theodore „Bill“ Carney Junior (auch „Mr. C“, * 25. Oktober 1925 in Philadelphia; † 13. Dezember 2017) war ein US-amerikanischer Jazzmusiker (Schlagzeug, auch Gesang, Piano) und Musikveranstalter.

## Leben und Wirken
Carney lernte als Kind zunächst Geige, bevor er zu Schlagzeug und Perkussion wechselte. Mit 18 Jahren leistete er den Militärdienst in Montford Point Marines ab. Nach seiner Entlassung gründete er erste Bands, mit denen auch Musiker wie Pat Martino, Shirley Scott, John Coltrane, Ben Webster, Gene Ammons, George Benson und Sonny Stitt spielten. Als Shirley Scott seine Band verließ, um mit Eddie „Lockjaw“ Davis zu touren, holte Carney als neue Keyboarderin Trudy Pitts, die er später heiratete. Mit ihr trat er auf zahlreichen Festivals auf wie dem Mary Lou Williams Jazz Festival. 1967 entstand für Prestige Records Trudy Pitts’ Debütalbum, Introducing the Fabulous Trudy Pitts, mit Pat Martino, Bill Carney und Garnell Johnson (Conga); gemeinsam legten sie 1968 das Soul-Jazz-Album Trudy Pitts and Mr. C. – A Bucketful of Soul (Prestige) vor; mitwirkender Gitarrist war Wilbert Longmire. 1976 nahmen Pitts und Carney mit Rahsaan Roland Kirk auf („I’ll Be Seeing You“ auf Return of the 5000 Lb Man).
Die beiden produzierten die Veranstaltungsreihe Jazz in the Sanctuary, in der auch Grover Washington, Jr., Etta James, Houston Person, Benny Golson und Lionel Hampton gastierten.
Mit Trudy Pitts’ Jazz Suite entitled A Joyful Noise traten sie in der Kirche Mother Bethel; Mitwirkende waren auch Terell Stafford, Tim Warfield, Bobby Watson, Clifford Adams, Reverend Joe, Barbara Walker, Laura Hall und Anysha T. Carney. Außerdem produzierte Carney Fundraiser für den Philadelphia Clef Club of Jazz and Performing Arts (auch The House that Jazz Built). Um seine Familie zu unterstützen, arbeitete er lange Jahre bei der US Post Office und als Fahrer bei der Philadelphia Transit Company (PTC). Neben seinen Aktivitäten als Schlagzeuger trat er auch ein Jahr im MeiJi En Restaurant in Philadelphia als Solo-Pianist auf. Mit Trudy Pitts und dem Bassisten Lee Smith trat er im Trio auf und moderierte Auftritte gastierender Musiker wie Bootsie Barnes, Larry McKenna, Bob Howell, Tim Warfield, Terell Stafford, Bobby Watson, Al Grey, Jerry Weldon, Lilly White und Byard Lancaster. In den 1990er-Jahren produzierte er für das Mellon Jazz Festival Jamsessions (Organ Jams), bei denen Jimmy Smith, Jack McDuff, Charles Earland, Bill Doggett, Shirley Scott, Trudy Pitts, Groove Holmes, Joey und Papa John DeFrancesco auftraten. Im Bereich des Jazz war er zwischen 1967 und 2007 an elf Aufnahmesessions beteiligt, zuletzt mit einem Liveauftritt mit Pitts in San Francisco (Live at the Great American Music Hall, mit Carl Lockett).